# União Cívica Radical
A União Cívica Radical (em castelhano Unión Cívica Radical; UCR) é um partido político argentino, fundado em 26 de junho de 1891 por Leandro N. Alem. O partido é membro da Internacional Socialista. A UCR é o partido político de classe média mais antigo das Américas. Seu líder máximo e maior referência histórica foi Hipólito Yrigoyen, que governou a Argentina em duas oportunidades: entre 1916 e 1922 e entre 1928 e 1930.
Além de Yrigoyen (o primeiro presidente eleito por voto secreto da história da Argentina), a UCR também elegeu os presidentes Marcelo T. de Alvear (1922-1928), Arturo Frondizi (1958-1962), Arturo Illia (1963-1966), Raúl Alfonsín (1983-1989) e Fernando de la Rúa (1999-2001).
Durante décadas, a UCR foi o principal partido rival do Partido Justicialista (Peronista).

## Os primórdios: a União Cívica e a Revolução de 1890

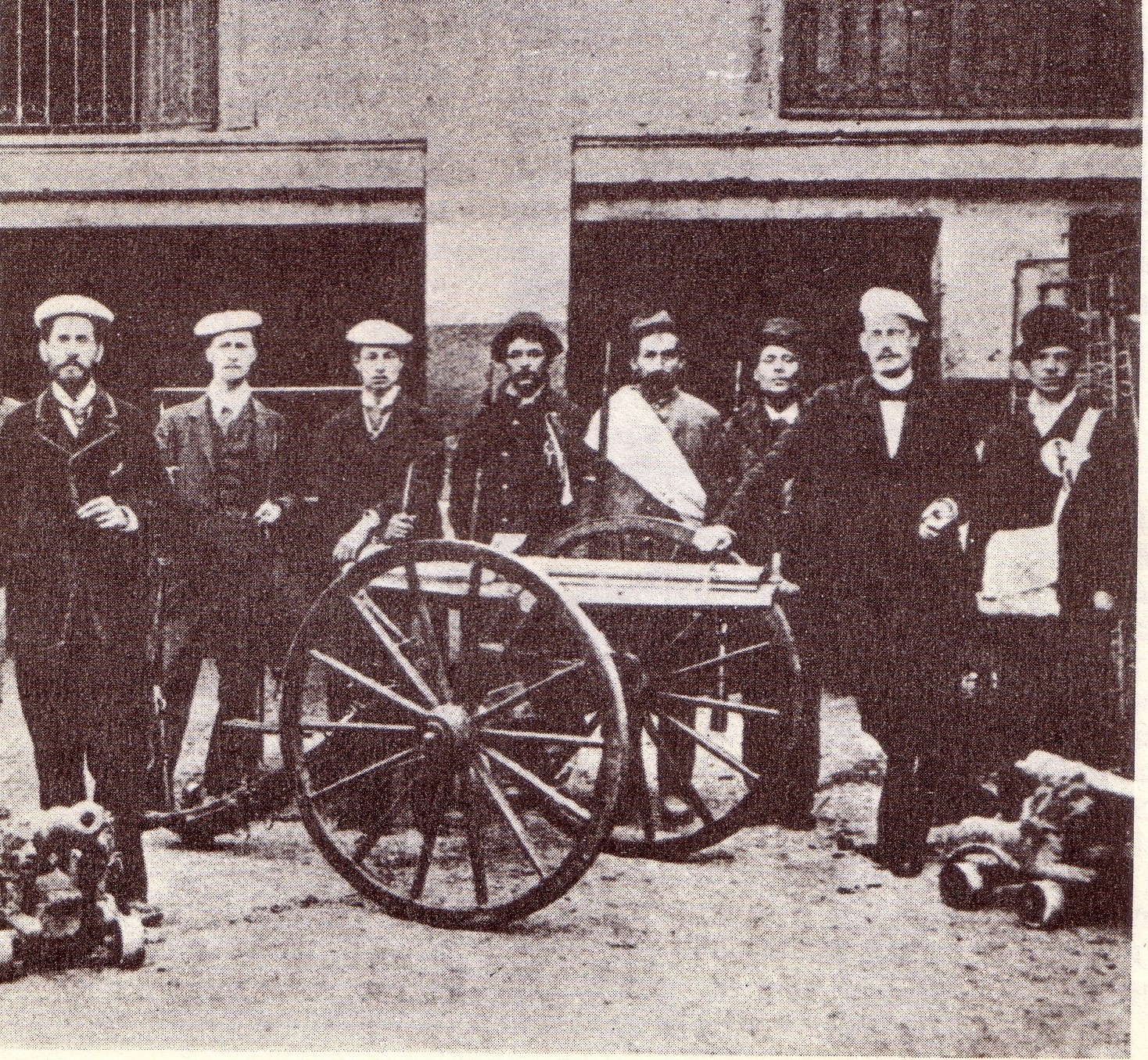
Revolução de 1890

Ao longo da década de 1880, o mundo assistiu ao desenvolvimento de uma profunda crise econômica, que finalmente estourou em 1890. Tal crise atingiu em cheio a Argentina, cuja economia baseava-se na exportação de produtos primários  (notadamente carne, lã e grãos), principalmente para a Europa Ocidental. A crise econômica argentina atiçou a oposição política ao regime oligárquico lá iniciado em 1880.
A primeira manifestação de oposição ao presidente Miguel Juárez Celman (1886-1890) foi organizada pelo Comité de la Unión Cívica de la Juventud: um ato público realizado no Jardim Florida, em Buenos Aires, no dia 1º de setembro de 1889. Tal ato recebeu o apoio de personalidades de prestígio na vida política argentina, como o ex-presidente Bartolomé Mitre, Bernardo de Irigoyen, Vicente Fidel López e Leandro N. Alem. Pouco tempo depois, o Comitê da Juventude se transformou em Unión Cívica e buscou novas adesões abrindo comitês em toda cidade de Buenos Aires.
A União Cívica era um movimento heterogêneo no qual se reuniram todos os que se sentiam (ou eram de fato) excluídos do regime oligárquico: católicos, nacionalistas, defensores da autonomia da província de Buenos Aires, entre outros, militares ou civis.
A meta da União Cívica era galvanizar a opinião pública argentina contra o presidente Juárez Celman e derrubá-lo mediante uma revolução. Os contatos com o exército eram feitos através do general Manuel J. Campos, que foi escolhido como chefe militar da revolução, enquanto Leandro N. Alem era o chefe do componente civil do movimento. Eles exigiam liberdade de sufrágio, respeito às autoridades provinciais por parte do poder federal e o restabelecimento da moral e da probidade administrativas e o fim da corrupção.
Entretanto, o general Campos foi presto juntamente com um grande número de efetivos militares comprometidos com a conspiração. Apesar da perda de seu chefe militar, a Revolução estourou em 26 de julho de 1890. O movimento se estendeu para as províncias de Corrientes, Salta e Entre Ríos, além da Capital Federal: Buenos Aires. A cidade de Buenos Aires foi o centro principal da revolução e suas ruas foram palco de conflitos armados durante quatro dias, ao cabo dos quais o governo logrou derrotar os revolucionários.
A despeito disto, Juárez Celman foi obrigado a renunciar e o governo ficou nas mãos do vice-presidente Carlos Pellegrini. Este, um sagaz político, visando semear a desunião dentro da União Cívica, incorporou ao governo alguns de seus membros, o que levou à acentuação das disputas internas dentro da UC.

## A divisão da União Cívica e a fundação da União Cívica Radical (1891)
A União Cívica procurou se reorganizar após o fracasso da Revolução de 1890: celebrou, em 17 de janeiro de 1891, uma convenção em Rosario e elegeu a chapa Bartolomé Mitre-Bernardo de Irigoyen para as eleições presidenciais de 1892. Entretanto, Mitre preferiu celebrar um acordo com o general Julio Argentino Roca, o fundador e líder máximo do regime oligárquico de 1880: o partido de Roca, o PAN (Partido Autonomista Nacional) e a União Cívica se coligariam nas eleições de 1892. Roca não queria se confrontar com as forças da UC, pois a mesma não havia sido completamente desbaratada após o fracasso da Revolução de 1890 e Mitre não acreditava nas possibilidades de êxito eleitoral da UC, pois sua organização ainda era fraca e o regime poderia ainda fraudar as eleições.

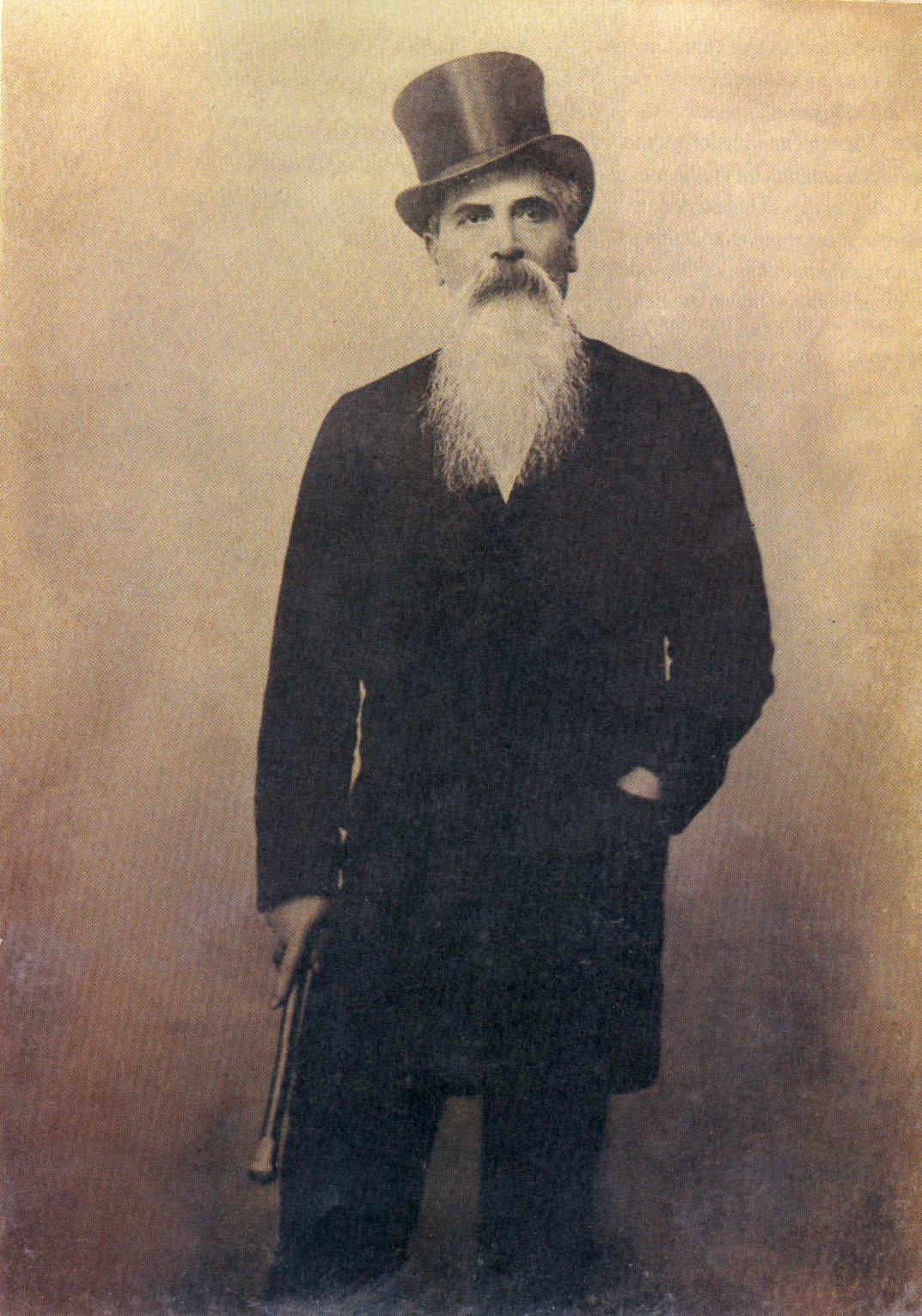
O fundador da União Cívica Radical: Leandro Nicéforo Alem

Assim, a União Cívica se dividiu em 1891: os que apoiavam o acordo Roca-Mitre formaram a Unión Cívica Nacional e os que eram contrários a esse acordo fundaram a Unión Cívica Radical (daí o adjetivo radical da UCR: eram radicais na tese de evitar qualquer acordo com o regime oligárquico). Os radicais eram liderados por Alem e por Bernardo de Irigoyen e organizaram sua própria convenção partidária e escolheram Irigoyen para candidato presidencial para 1892.
No entanto, em 6 de abril de 1892, os radicais denunciam fraude e se retiram da campanha eleitoral. Quatro dias mais tarde, o candidato do regime, o ancião Luis Sáenz Peña, foi eleito presidente, já que tornara-se candidato único após a abstenção da UCR. Em 17 de novembro a convenção nacional da União Cívica Radical aprovou a Carta Orgânica do partido.

## A Revolução Radical de 1893

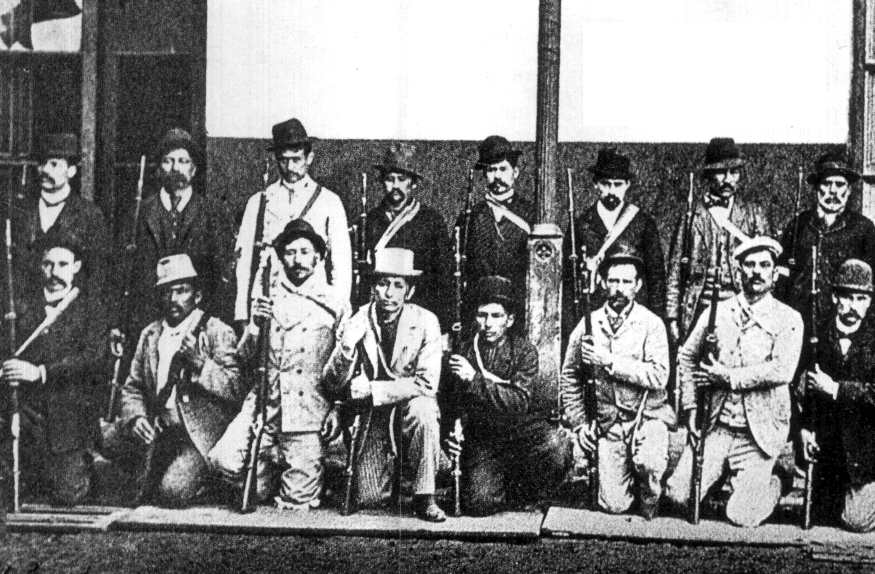
Revolucionários radicais na cidade de Rosario

Em 29 de junho de 1893 explode uma revolução liderada pela UCR na província de San Luis. No mesmo dia, dirigida por Hipólito Yrigoyen, explode outra revolução na província de Buenos Aires, que se espalha por 88 localidades bonaerenses. O movimento obrigou o governador daquela província, Julio A. Costa, a renunciar. A UCR então elegeu Juan Carlos Belgrano como governador provisório.
Em 1º de agosto, Lisandro de la Torre sublevou a UCR de Rosario com o apoio de oficiais do exército ligados aos radicais e a cidade caiu em mãos dos rebeldes. Leandro N. Alem viajou então a Rosario escondido num barco. Um contingente revolucionário de 300 homens, comandado por Mario Candioti, foi enviado por Lisandro de la Torre de Rosario à cidade de Santa Fe e foi recebido com júbilo pela população local e assumiu então o governo da província de Santa Fe. O levante teve o apoio de colonos armados em várias localidades da província de Santa Fe. Em setembro, Alem chega a Rosario à frente de 5 mil revolucionários. No dia 7 deste mês, em Tucumán, os radicais tentaram se sublevar, mas a revolta foi abortada antes mesmo de eclodir. Os rebeldes em Rosario proclamam Alem como presidente de la República.
A revolução foi então sufocada pelo exército (liderado pelo próprio ex-presidente general Roca): os líderes revolucionários foram presos e a paz foi restabelecida. A falta de coordenação entre os revolucionários e a presença firme de Roca à frente das forças governamentais explicam o fracasso final do movimiento radical.

## A morte de Leandro N. Alem e a divisão da UCR (1896-1898)
Em 1º de julho de 1896, decepcionado pelo fracasso da Revolução de 1893 e talvez por motivos pessoais, Leandro N. Alem se suicidou com um tiro dentro de uma carruagem numa rua de Buenos Aires. Numa carta deixada aos seus correligionários, que logo se transformou no seu testamento político e num dos maiores símbolos da UCR, Alem manifestou a necessidade de se continuar na atitude intransigente frente ao regime oligárquico. A política antiacordo passou então a ser liderada pelo sobrinho de Alem, Hipólito Yrigoyen.
A derrota do movimento revolucionário de 1893 gerou um processo de divisão interna dentro da UCR. Um setor mais conservador, liderado por Bernardo de Irigoyen e Lisandro de la Torre, propôs a união da UCR com a União Cívica Nacional, liderada pelo ex-presidente Mitre. Esta sugestão foi aprovada pela convenção nacional da UCR, apesar da férrea oposição do líder da UCR na província de Buenos Aires: Hipólito Yrigoyen. Este então rompeu com Bernardo de Irigoyen e declarou que o comité radical da província de Buenos Aires não acataria a decisão aprovada na convenção nacional. Por moção de Hipólito Yrigoyen se decidiu a autodissolução da UCR na província de Buenos Aires, inciando-se assim a política da intransigência. Perante esta divisão da UCR Lisandro de la Torre decidiu romper com o partido, em oposição ao personalismo de Yrigoyen.
A rivalidade entre Yrigoyen e De la Torre chega então às vias de fato: os dois se batem num severo duelo de floretes. De la Torre é um especialista; já Yrigoyen só aprende o ABC da esgrima poucas horas antes. Os dois duelam durante 35 minutos até que Yrigoyen consegue atingir De la Torre: este fica com feridas na cabeça, bochechas, nariz e no antebraço. Nasce daí a famosa barba de Lisandro de la Torre, escudo natural para ocultar a derrota que nunca mais sairia de sua face.
Em 30 de setembro de 1897 a convenção da UCR opta pela abstenção nas eleições de 1898.

## A Revolução Radical de 1905
Líder máximo da União Cívica Radical desde 1897, Hipólito Yrigoyen começou a organizar outra revolução. Contava com o apoio de grupos civis e alguns setores militares. Na madrugada de 4 de fevereiro de 1905 explodiu a última das revoluções da UCR. Ocorreram levantes na cidade de Buenos Aires e nas províncias de Córdoba, Santa Fe e Mendoza. Desde o final do segundo mandato do presidente Julio Argentino Roca (1898-1904) que já se sabia dos preparativos revolucionários da UCR. O levante em Buenos Aires foi rapidamente sufocado no mesmo dia, mas no interior chegou a parecer que a revolução teria êxito. Em Mendoza as forças sublevadas chegaram a derrubar, por algumas horas, as autoridades locais. Em Rosario lutou-se acirradamente entre as forças radicais e governamentais. Em Córdoba os revolucionários depuseram as autoridades provinciais e chegaram a tomar como refém o próprio vice-presidente da Argentina, José Figueroa Alcorta e o filho do ex-presidente Roca. No entanto, a revolução foi derrotada ao cabo de 3 dias e os rebeldes radicais depuseram suas armas. Vários dirigentes radicais foram mortos na severa repressão que o governo do presidente Manuel Quintana (1904-1906) desencadeou contra a revolução.
Hipólito Yrigoyen, espontaneamente, apresentou-se à justiça, declarando-se o responsável da sedição. Mesmo fracassando, a revolução radical de 1905 foi um sinal de alerta para o regime oligárquico e levou alguns de seus dirigentes, como o ex-presidente da república Carlos Pellegrini (1890-1892), a refletir sobre a necessidade de uma reforma no sistema político argentino.

## A Lei Sáenz Peña e a Conquista do Poder (1912-1916)
Em 1910, foi eleito presidente da Argentina Roque Sáenz Peña, filho do ex-presidente Luis Sáenz Peña (1892-1895). Ainda que tenha se tornado presidente graças ao viciado sistema electoral fraudulento, Sáenz Peña era o líder de um grupo da elite oligárquica argentina que estava disposto a realizar reformas políticas.
En 1912, o congresso argentino aprovou a Lei Geral de Eleições,  lei nº 8871, conhecida popularmente como Lei Sáenz Peña, que introduziu o voto obrigatório e secreto. Com isto, Sáenz Peña esperava mudar as práticas eleitorais viciadas e tornar realidade a universalidade e a transparência do sufrágio, coisa que no Brasil só seria definitivamente alcançada em 1933. A Argentina deu assim um passo decisivo e pioneiro rumo a uma maior democratização.

Em 31 de março de 1912, foram celebradas eleições na província de Santa Fe, as primeiras eleições realizadas sob a nova lei eleitoral. A UCR conseguiu eleger Manuel Menchaca governador daquela província, tornando-se assim o primeiro governador eleito pela UCR na história da Argentina. 

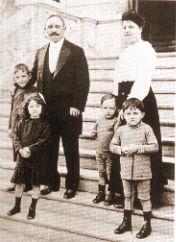
O governador da província de Santa Fe Manuel Menchaca e sua família. Eleito nas eleições de 1912, as primeiras sob a Lei Saenz Peña, tornando-se assim o primeiro governador eleito pela UCR na história da Argentina

A política de Sáenz Peña coincidia com a da UCR, que desde sua fundação vinha exigindo a limpeza do sufrágio. Assim que, a partir da promulgação da Lei Sáenz Peña, Hipólito Yrigoyen resolveu abandonar a postura de abstenção intransigente que a UCR vinha adotando desde a década de 1890. Paradoxalmente, a UCR tornou-se o maior partido da Argentina justamente quando não participava rigorosamente de nenhuma eleição.
Assim que a reforma eleitoral de 1912 encerrou um ciclo na história da Argentina e inaugurou outro. Em abril daquele ano foram celebradas eleições legislativas e a UCR triunfou na cidade de Buenos Aires e na província de Santa Fe.
Em 1916 Hipólito Yrigoyen se candidatou à presidência da Argentina, tendo Pelagio B. Luna como vice. Contra ele se levantou a candidatura do velho rival de Yrigoyen, Lisandro de la Torre. Yrigoyen venceu a assim a UCR chegava ao governo, após duas décadas de lutas. Yrigoyen assumiu o poder no dia 12 de outubro de 1916, no meio de um verdadeiro delírio popular, tanto que se soltaram os cavalos da carruagem presidencial para que o novo presidente pudesse ser levado nos braços de seus simpatizantes.

## Os Governos Radicais (1916-1930)
O Presidente Yrigoyen compôs um ministério equilibrado, para não irritar a burguesia agro-exportadora. Assim, boa parte dos seus ministros pertenciam à burguesia latifundiária e tinham boas ligações com os políticos conservadores. Somente três ministros (Elpidio González - Guerra, Ramón Gómez - Interior e José Salinas - Educação) pertenciam à União Cívica Radical.
Com a chegada de Yrigoyen ao poder se produziu uma mudança fundamental na forma de se fazer política na Argentina. Yrigoyen era um líder popular e populista que sabia utilizar os novos métodos de condução política, a partir da influência que exercia sobre os novos grupos de classe média e os setores populares urbanos, que haviam nascido com a nascente industrialização argentina e que, até aquele momento, haviam sido marginalizados da participação política.
A tática usada por Yrigoyen para conquistar esses novos grupos se baseou no apadrinhamento político, que degenerou-se na criação de numerosos cargos burocráticos estatais. A entrega desses cargos públicos se usava com o objetivo de vincular o governo com os comitês provinciais e municipais da UCR. A excessiva quantidade de cargos públicos criados durante aqueles anos incidiu negativamente no gasto público.
A oposição à UCR era composta por um amplo espectro de forças políticas: desde os conservadores (irritados pelas atitudes populares da UCR), até o Partido Socialista Argentino (que competia com a UCR pelo voto dos trabalhadores urbanos), passando pelo Partido Democrata Progressista (fundado por Lisandro de la Torre e que estava irritado pelas atitudes demagógicas de Yrigoyen).
Era mais dura a crítica mordaz da imprensa, exercida pelos grandes jornais La Prensa e La Nación e pelo jornal do Partido Socialista La Vanguardia. Esses jornais centralizavam seus ataques na figura de Yrigoyen: acusavam-no de ignorância e demagogia, por sua estreita relação com os setores populares. Criticavam-se também a política de intervenções federais nas províncias e a falta de consulta ao Parlamento quando Yrigoyen tomava suas decisões.
De fato, a oposição conservadora controlava o Senado e podia travar todos os projetos do Executivo. Já na Câmara dos Deputados, a UCR só pôde conseguir a maioria nas eleições legislativas de 1918. A oposição ainda controlava o governo da maioria das províncias (a UCR só governava Córdoba, Entre Ríos e Santa Fe). Daí que por isto, aliado à convicção que os radicais tinham de si mesmos como dotados de uma missão de reparação nacional, Yrigoyen decretou 20 intervenções federais entre 1917 e 1921. Esta política interventora aprofundou as distâncias com a oposição e gerou mesmo fortes fricções internas na própria UCR.
Os conflitos internos dentro da União Cívica Radical surgiram logo após a conquista do governo. O setor mais aristocrático, denominado de Grupo Azul, criticava com aspereza o personalismo de Yrigoyen, a constante identificação do Estado com o partido, assim como as técnicas de apadrinhamento político (já que este setor mais aristocrático não era contemplado com a distribuição dos cargos públicos). Também questionavam algumas intervenções federais nas províncias e a neutralidade da Argentina durante a Primeira Guerra Mundial (Yrigoyen era um firme neutralista). No início de 1919 se produziu uma tentativa de divisão do partido que não prosperou, pois as relações de Yrigoyen com os comitês da UCR ainda eram sólidas.
Por volta de 1922, Yrigoyen havia conseguido controlar a dissidência interna e escolheu o elegante e culto Marcelo T. de Alvear como candidato do partido às eleições presidenciais de 1922. Alvear, membro de uma família aristocrática e tradicional da Argentina, era o reverso da imagem de Yrigoyen. Entretanto, tinha uma longa militância nas fileiras da UCR, desde a sua participação na fracassada Revolução de 1893 até ser eleito deputado nas eleições de 1912 pela UCR. Alvear foi embaixador da Argentina na França durante o governo de Yrigoyen e, embora tendo se oposto à política neutralista, ele estava afastado dos conflitos internos da UCR. Por outro lado, era um candidato mais deglutível para a elite conservadora argentina. Para compensá-lo, Yrigoyen escolheu como candidato à vice-presidência seu ministro do interior Elpídio González, um homem que lhe era incondicionalmente fiel.
Assim, uma União Cívica Radical aparentemente unida se apresentou às eleições presidenciais de 1922. Apesar da dura oposição e dos problemas gerados pela curta recessão econômica de 1912-22, a UCR triunfou com 491.172 votos (48% do eleitorado). Diferentemente de 1916, o triunfo da UCR foi contundente também no interior da Argentina, onde os radicais só foram derrotados em Salta, em San Juan e em Mendoza.

## A UCR se divide em duas (1957-1971)
Em 1955, um golpe militar liderado pelos setores mais conservadores do exército argentino derrubou o presidente Juan Domingo Perón e pôs o Partido Justicialista na ilegalidade e perseguiu os peronistas (inclusive fuzilou militares peronistas, como o general Juan José Valle). A Argentina então foi governada por uma ditadura comandada inicialmente pelo general Eduardo Lonardi e depois pelo general Pedro Eugenio Aramburu (um furibundo antiperonista). Aramburu anunciou então eleições presidenciais para 1958, excluindo apenas o Peronismo da contenda eleitoral. A UCR então passou a ser vista como uma alternativa viável para os conservadores argentinos contra a força política do Peronismo, que, apesar de proscrito, ainda tinha uma enorme massa de eleitores fiéis. Nesse contexto, a UCR se dividiu em dois partidos: a UCRI (Unión Cívica Radical Intransigente), que buscava uma aproximação com o Peronismo, pois cobiçava seu eleitorado e a UCRP (Unión Cívica Radical del Pueblo), decididamente mais antiperonista.
Arturo Frondizi, chefe da UCRI, elegeu-se então presidente (com os votos dos peronistas), derrotando o chefe da UCRP, Ricardo Balbín. Frondizi, por sua vez, foi derrubado por um golpe militar em 1962. Assumiu então, como presidente provisório, o senador pela UCRI José María Guido, que governou até o ano seguinte, quando celebraram-se novas eleições presidenciais, nas quais a UCRP conseguiu sair-se vencedora com Arturo Íllia (Balbín, resolveu não se candidatar, pois no início da contenda eleitoral, a UCRP tinha remotas chances de vitória e Balbín não queria amargar sua terceira derrota numa eleição presidencial: já havia sido derrotado por Perón em 1952 e por Frondizi; posteriormente, seria derrotado por Héctor Cámpora em 1973 e pelo mesmo Perón, também em 1973).
Íllia foi derrubado pelos militares em 1966. Em 1971 a Justiça Argentina declarou que o nome Unión Cívica Radical correspondia legalmente à UCRP, motivo pelo qual a UCRI se transformou em Movimiento de Integración y Desarrollo (MID).

## A Liderança de Raúl Alfonsín (1981-2001)
Ao longo da década de 1970 foi ganhando vulto a figura de Raúl Alfonsín, líder da corrente interna Movimiento de Renovación y Cambio, que havia sido criada em 1972 para combater a liderança de Balbín dentro da UCR. Ricardo Balbín, no entanto, seguiu presidindo a UCR até sua morte, em 1981.
Alfonsín foi um dos poucos dirigentes políticos que, pelo menos nos últimos anos do Proceso de Reorganización Nacional (a ditadura militar argentina de 1976 a 1983), ousou criticar com veemência os militares, não embarcando na onda eufórica da Guerra das Malvinas e se preocupando com a questão dos direitos humanos. Alfonsín, nas eleições primárias de 1983, logrou ganhar a presidência da UCR e a candidatura presidencial para as eleições argentinas daquele ano, derrotando Fernando de la Rúa.
Na campanha presidencial de 1983, Alfonsín apelou ao preâmbulo da Constituição Argentina, cativando vastos setores da sociedade argentina (principalmente a classe média) com um discurso que se distanciava da velha retórica balbinista, exigindo democracia plena, restauração da justiça e a modernização do Estado argentino. Alfonsín, como presidente da UCR, havia aproximado seu partido da Internacional Socialista e tratou de acentuar os traços social-democratas da UCR. Em 30 de outubro de 1983 Raúl Alfonsín obteve um triunfo histórico obtendo 50% dos votos nas eleições presidenciais. O candidato do Partido Justicialista, Ítalo Luder, ficou em segundo, com  40%. A UCR fez 129 deputados, contra 111 do PJ. Era a primeira vez que a UCR derrotava o Peronismo numa eleição livre.
Durante a presidência de Alfonsín (1983-1989), o equilíbrio das forças políticas no congresso (em 1983, o PJ havia feito 21 senadores contra 18 da UCR) motivou uma cooperação intensa entre elas: 90% dos projetos de lei de iniciativa legislativa foram aprovados. Todavia, a cooperação entre o Executivo e o Legislativo foi mais complicada, pois a oposição peronista barrou diversos projetos de iniciativa do presidente Alfonsín, notadamente no campo da defesa, social e da co-participação federal. Alfonsín então teve de, em diversas oportunidades, fazer uso de decretos.

A principal base de apoio político de Alfonsín era a UCR e, dentro dela, o Movimiento de Renovación y Cambio. Porém, o apoio mais explícito veio da Junta Coordinadora Nacional, uma linha da juventude da UCR, na qual figuravam os nomes de Federico Storani e Leopoldo Moreau, entre outros. Foi este dinâmico setor juvenil que articulou a mobilização popular do radicalismo, principalmente nos primeiros anos do governo Alfonsín. 

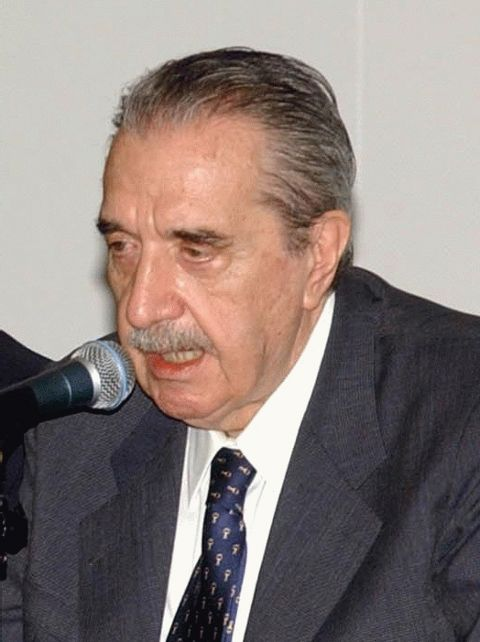
Raúl Alfonsín, em 2003

Nos últimos anos de governo, com a Argentina mergulhada na crise da hiperinflação, o prestígio político de Alfonsín praticamente acabou. Nesse clima, a UCR escolheu como candidato presidencial à sua sucessão, em 1989, o governador da província de Córdoba, Eduardo Angeloz, que era mais conservador que Alfonsín. Devido a isto, e ao desprestígio do presidente Alfonsín, Angeloz procurou se distanciar da figura presidencial em sua campanha, propondo cortar gastos estatais (seu símbolo de campanha era um lápis vermelho). Foi fragorosamente derrotado por Carlos Menem, que sucedeu Alfonsín na presidência da Argentina em 8 de julho de 1989.

## Pós-Alfonsín: De la Rúa e Ostracismo Político
Após a vitória de Menem nas eleições de 1989, os radicais passaram por uma ampla crise de liderança e de popularidade. Em 1993, Alfonsín, ainda o grande referencial partidário, firmou um acordo com o presidente Meném para o apoio a uma emenda constitucional que permitisse a reeleição na Argentina em troca de uma reestruturação no Legislativo que favorecesse o bipartidarismo entre radicais e justicialistas. O acordo, conhecido como Pacto de Olivos, contou com amplo apoio e emendou a constituição em 1994. 
Com a guinada à direita da corrente majoritária peronista durante o governo Menem, os radicais diferam dificuldade de se definir internamente para a eleição presidencial de 1995 e ficaram em terceiro lugar na eleição executiva, pela primeira vez na história fora das duas primeiras posições. No entanto, as emendas constitucionais do Pacto de Olivos ajudaram a manutenção de uma expressiva minoria legislativa para o partido radical. 
No segundo mandado de Menem, Alfonsín costurou uma aliança política com os peronistas de esquerda da FREPASO, que haviam ficado em segundo lugar nas últimas eleições presidenciais. A união, denominada de Aliança pelo Trabalho, Justiça e Educação, conseguiu uma grande vitória eleitoral nas eleições legislativas de 1997, conseguindo obter a maioria dos assentos em jogo e quase metade de todos os votos nacionais. Em 1996, a UCR elege Fernando de la Rúa para governador da cidade de Buenos Aires. Entre sua eleição e as eleições presidenciais na Argentina em 1999, de la Rúa ganhou apoio dentro do partido e conseguiu, nas prévias da Aliança que antecederam as eleições, ganhar da governadora da província de Buenos Aires, Gabriela Meijide. 
Após a Crise econômica argentina (1998-2002) durante o governo de De la Rúa, a UCR nos últimos anos vem padecendo uma profunda crise e muitos de seus membros abandonaram o partido. Os setores mais à esquerda (liderados por Elisa Carrió) fundaram o partido Coalición Cívica - ARI, enquanto que os setores mais à direita (liderados pelo ex-ministro da economia de De la Rúa, Ricardo López Murphy) fundaram o partido Recrear.
Nas eleições presidenciais argentinas de 2003, Leopoldo Moreau - o candidato da UCR - conseguiu apenas 2,34% (453.360 votos), ficando em antepenúltimo lugar. Elisa Carrió ficou logo acima de Moreau, com 14,05% (2.723.574 votos). López Murphy obteve 16,37% (3.173.475 votos), ficando em terceiro lugar dentre 18 candidatos.
Nas eleições legislativas de 2005, a UCR elegeu 10 deputados (de um total de 127) e 2 senadores (num total de 24).
Para as eleições gerais de 2015, a UCR decidiu juntar numa coligação eleitoral com o partido de centro-direita, Proposta Republicana, denominada Cambiemos, que viria a vencer as eleições, acabando com 12 anos de governo kirchnerista.
Os membros e simpatizantes da UCR são chamados de "radicais" (radicales, em espanhol). Importante salientar que, na Argentina, o vocábulo radical não tem exatamente a mesma acepção que no espanhol de outros países ou do português.

### Eleições presidenciais

#### Colégio eleitoral
| Data                                        | Candidato apoiado         | CI.                      | Votos                    | Status                   |
| ------------------------------------------- | ------------------------- | ------------------------ | ------------------------ | ------------------------ |
| 1892                                        | Bernardo de Irigoyen      | 2.º                      | 5 / 232                  | Não Eleito               |
| 1898                                        | Nenhum candidato apoiado  | Nenhum candidato apoiado | Nenhum candidato apoiado | Nenhum candidato apoiado |
| 1904                                        | Nenhum candidato apoiado  | Nenhum candidato apoiado | Nenhum candidato apoiado | Nenhum candidato apoiado |
| 1910                                        | Nenhum candidato apoiado  | Nenhum candidato apoiado | Nenhum candidato apoiado | Nenhum candidato apoiado |
| 1916                                        | Hipólito Yrigoyen         | 1.º                      | 152 / 298                | Eleito                   |
| 1922                                        | Marcelo T. de Alvear      | 1.º                      | 235 / 336                | Eleito                   |
| 1928                                        | Hipólito Yrigoyen         | 1.º                      | 245 / 319                | Eleito                   |
| 1931                                        | Francisco A. Barroetaveña | 3.º                      | 12 / 371                 | Não Eleito               |
| 1937                                        | Marcelo T. de Alvear      | 2.º                      | 127 / 372                | Não Eleito               |
| 1946                                        | José Tamborini            | 2.º                      | 66 / 365                 | Não Eleito               |
| Colégio eleitoral dissolvido de 1949 a 1958 |                           |                          |                          |                          |
| 1958                                        | Ricardo Balbín            | 2.º                      | 135 / 458                | Não Eleito               |
| 1963                                        | Arturo Illia              | 1.º                      | 270 / 461                | Eleito                   |
| Colégio eleitoral dissolvido de 1963 a 1983 |                           |                          |                          |                          |
| 1983                                        | Raúl Alfonsín             | 1.º                      | 317 / 600                | Eleito                   |
| 1989                                        | Eduardo Angeloz           | 2.º                      | 234 / 600                | Não Eleito               |

#### Voto popular
| Data    | Candidato apoiado            | 1.ª Volta | 1.ª Volta  | 1.ª Volta    | 2.ª Volta | 2.ª Volta  | 2.ª Volta    |
| Data    | Candidato apoiado            | CI.       | Votos      | %            | CI.       | Votos      | %            |
| ------- | ---------------------------- | --------- | ---------- | ------------ | --------- | ---------- | ------------ |
| 1916    | Hipólito Yrigoyen            | 1.º       | 336 980    | 46,8 / 100,0 |           |            |              |
| 1922    | Marcelo T. de Alvear         | 1.º       | 406 304    | 49,1 / 100,0 |           |            |              |
| 1928    | Hipólito Yrigoyen            | 1.º       | 839 140    | 61,7 / 100,0 |           |            |              |
| 1931    | Francisco A. Barroetaveña    | 3.º       | 156 904    | 11,2 / 100,0 |           |            |              |
| 1937    | Marcelo T. de Alvear         | 2.º       | 814 750    | 41,5 / 100,0 |           |            |              |
| 1946    | José Tamborini               | 2.º       | 1 207 080  | 42,9 / 100,0 |           |            |              |
| 1951    | Ricardo Balbín               | 2.º       | 2 415 750  | 32,2 / 100,0 |           |            |              |
| 1958    | Arturo Frondizi              | 1.º       | 4 070 398  | 52,7 / 100,0 |           |            |              |
| 1963    | Arturo Illia                 | 1.º       | 2 441 064  | 25,2 / 100,0 |           |            |              |
| 03/1973 | Ricardo Balbín               | 2.º       | 2 537 605  | 21,3 / 100,0 |           |            |              |
| 09/1973 | Ricardo Balbín               | 2.º       | 2 905 719  | 23,7 / 100,0 |           |            |              |
| 1983    | Raúl Alfonsín                | 1.º       | 7 724 559  | 51,8 / 100,0 |           |            |              |
| 1989    | Eduardo Angeloz              | 2.º       | 6 213 217  | 37,1 / 100,0 |           |            |              |
| 1995    | Horacio Massaccesi           | 3.º       | 2 956 137  | 17,0 / 100,0 |           |            |              |
| 1999    | Fernando de la Rúa           | 1.º       | 9 167 220  | 48,4 / 100,0 |           |            |              |
| 2003    | Leopoldo Moreau              | 6.º       | 543 373    | 2,3 / 100,0  |           |            |              |
| 2007    | Roberto Lavagna (no radical) | 3.º       | 3 230 236  | 16,9 / 100,0 |           |            |              |
| 2011    | Ricardo Alfonsín             | 3.º       | 2 443 016  | 11,1 / 100,0 |           |            |              |
| 2015    | Mauricio Macri (PRO)         | 2.º       | 8 601 063  | 34,2 / 100,0 | 1.º       | 12 997 938 | 51,3 / 100,0 |
| 2019    | Mauricio Macri (PRO)         | 2.º       | 10 811 345 | 40,3 / 100,0 |           |            |              |
| 2023    | Patricia Bullrich (PRO)      | 3.º       | 6 379 023  | 23,8 / 100,0 |           |            |              |